# Steffen Hannich
Steffen Hannich (* 11. Januar 1994) ist ein deutscher Crosslauf-Sommerbiathlet und Langstreckenläufer.
Steffen Hannich betreibt seit 2008 beim USK Gifhorn die Sportart Sommerbiathlon.
Im Juniorenbereich gewann er dabei von 2012 bis 2014 bereits einige Deutsche Meistertitel, ehe er 2018 in der Herrenklasse zum ersten Mal Deutscher Meister wurde. In den Jahren 2019 bis 2023 folgten dann weitere acht nationale Einzel- sowie vier nationale Mannschaftstitel.
Im Jahr 2021 gewann er zudem seine erste Medaille im Target Sprint – die Silbermedaille im Einzelwettbewerb.
Neben dem Sommerbiathlon ist Steffen Hannich auch im Langstreckenlauf der Leichtathletik aktiv. Anfänglich bei der Laufsparte des VfR Wilsche-Neubokel  aktiv, startet er seit 2018 für den VfL Wolfsburg.
2021 verbesserte er seine 10-Kilometer-Lauf-Bestzeit beim Invitational Run Dresden auf 32:11 min sowie seine 5000-Meter-Lauf-Bestzeit bei der NLV-Meisterschaft in Göttingen auf 15:45,29 min. Beim Berliner Halbmarathon am 2. April 2023 konnte er seine Bestleistung auf 69:26 min steigern.